# 松澤まゆ
松澤 まゆ（まつざわ まゆ、1994年8月15日 - ）は、日本の気象予報士、防災士。ウェザーマップ所属。

## 来歴
京都府京都市出身。同志社大学社会学部社会学科卒業。
大学を卒業後、東京都内で一般企業に勤めながら資格を取得し、2020年10月に気象予報士として登録された。退社後、ウェザーマップに所属して沖縄県へ移住し、以来琉球放送 (RBC) の気象キャスターを務めている。
2023年3月4日、結婚を公表。
2025年3月16日、妊娠を公表。

## 出演

### テレビ番組
- RBC NEWS Link（琉球放送、2021年[1] - ）

### ラジオ番組
- きいやま商店SHOW（RBCiラジオ、2022年[1]）
- NEWS i（RBCiラジオ、2023年[1]）